# 암나사

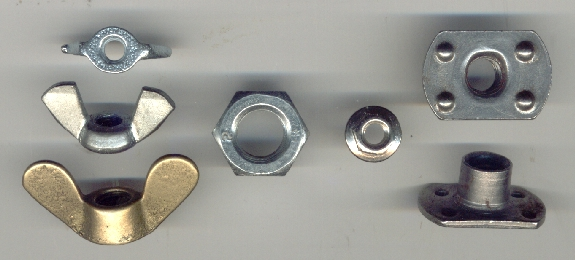

암나사(female thread) 또는 너트(nut, 문화어: 나트)는 나사선을 안쪽에 새긴 잠금장치이다. 거의 모든 경우 수나사와 함께 사용된다.
암나사와 숫나사(수나사)의 어원은 암컷과 수컷이다.